# Paíto y los gaiteros de Punta Brava
Los Gaiteros de Punta Brava es un grupo musical colombiano dirigido por el Maestro Sixto Silgado al que llaman Paíto, un apelativo y apócope de papá.
Este grupo combina los ritmos propios de la gaita, como son el merengue y porro, con el vallenato, vals, Currulao y en ocasiones sonidos del rock and roll. Paíto es un célebre ejecutante de estilo llamado de gaita negra, y a la vez considerado como uno de los últimos exponentes.
El grupo original se formó en 1969 en Cartagena, Colombia, con la unión de Sixto Silgado y el tambolero Encarnación Tovar.

## Presentaciones
- São Paulo,  Brasil, 2009
- París,  Francia, mayo de 2009
- Biblioteca Nacional, 2009
- Lanzamiento de «La Flor del Melón» en el 2009
- Museo Nacional
- Teatro Colón 2004
- Teatro al aire libre la Media Torta 1998
- Festivales de gaita de Ovejas – Sucre en 1991